# Evgenij Dement'ev
Evgenij Aleksandrovič Dement'ev (in russo Евгений Александрович Дементьев?; Taežnyj, 17 gennaio 1983) è un fondista russo, vincitore di due medaglie ai XX Giochi olimpici invernali.

## Biografia
Debuttò in campo internazionale ai Mondiali juniores di Karpacz /Szklarska Poręba del 2001, senza ottenere risultati di rilievo; due anni più tardi nella manifestazione iridata giovanile colse i suoi primi successi internazionali, vincendo due medaglie a Sollefteå: oro nella gara dei 10 km e bronzo in quella dei 30 km.
In Coppa del Mondo debuttò il 6 dicembre 2003 nella 30 km a tecnica libera di Dobbiaco (39°), ottenne il primo podio il 7 febbraio 2004 nella staffetta di La Clusaz (3°) e la prima vittoria il 19 marzo 2005 nell'inseguimento di Falun.
Ai XX Giochi olimpici invernali di Torino 2006, sua unica partecipazione olimpica, è stato il vincitore della medaglia d'oro nella 15+15 km a inseguimento e della medaglia d'argento nella 50 km a tecnica libera. Entrambe le gare si sono risolte allo sprint: nella prima gara Dement'ev ha preceduto sul traguardo il norvegese Frode Estil e l'italiano Pietro Piller Cottrer, mentre al termine della 50 km è stato battuto nello sprint finale dall'italiano Giorgio Di Centa per 8 decimi di secondo e ha preceduto di un decimo l'austriaco Michail Botvinov. Nella staffetta è stato sesto.
In carriera ha partecipato a tre edizioni dei Campionati mondiali, vincendo due medaglie di bronzo con la squadra russa nella staffetta 4x10 km.
Il 25 agosto 2009 è stata resa nota la sua positività ad un test antidoping effettuato dopo la gara di Coppa del Mondo della Val di Fiemme del 3 gennaio precedente; tutti i risultati ottenuti da allora sono stati annullati e Dement'ev è stato squalificato per due anni. Immediatamente lo sciatore ha annunciato il proprio ritiro dall'attività agonistica. Scontata la squalifica, tuttavia, nel novembre 2011 Dement'ev ha ripreso l'attività agonistica, gareggiando prima in circuiti minori e poi tornando in Coppa del Mondo nel febbraio del 2012; in seguito ha continuato a prendere parte principalmente a gare secondarie, senza più ottenere risultati di rilievo.

## Palmarès

### Olimpiadi
- 2 medaglie:
  - 1 oro (inseguimento a Torino 2006)
  - 1 argento (50 km a Torino 2006)

### Mondiali
- 2 medaglie:
  - 2 bronzi (staffetta a Oberstdorf 2005; staffetta a Sapporo 2007)

### Mondiali juniores
- 2 medaglie:
  - 1 oro (10 km a Sollefteå 2003)
  - 1 bronzo (30 km a Sollefteå 2003)

### Coppa del Mondo
- Miglior piazzamento in classifica generale: 9º nel 2005
- 9 podi (5 individuali, 4 a squadre):
  - 2 vittorie (1 individuale, 1 a squadre)
  - 3 secondi posti (2 individuali, 1 a squadre)
  - 4 terzi posti (2 individuali, 2 a squadre)

#### Coppa del Mondo - vittorie
| Data             | Luogo     | Paese   | Disciplina                                                        |
| ---------------- | --------- | ------- | ----------------------------------------------------------------- |
| 19 marzo 2005    | Falun     | Svezia  | 30 km PU                                                          |
| 17 dicembre 2006 | La Clusaz | Francia | 4x10 km (con Vasilij Ročev, Aleksandr Legkov e Nikolaj Pankratov) |

Legenda:

PU = inseguimento

TC = tecnica classica

TL = tecnica libera